# New York Liberty 2004
La stagione 2004 delle New York Liberty fu l'8ª nella WNBA per la franchigia.
Le New York Liberty arrivarono seconde nella Eastern Conference con un record di 18-16. Nei play-off vinsero la semifinale di conference con le Detroit Shock (2-1), perdendo poi la finale di conference con le Connecticut Sun (2-0).

## Roster
| N° | Naz.                   | Ruolo | Sportivo         | Anno | Alt. | Peso |
| -- | ---------------------- | ----- | ---------------- | ---- | ---- | ---- |
| 3  | Stati Uniti (bandiera) | A     | Crystal Robinson | 1974 | 180  | 70   |
| 5  | Stati Uniti (bandiera) | G     | Erin Thorn       | 1981 | 178  | 68   |
| 7  | Stati Uniti (bandiera) | A     | La'Keshia Frett  | 1975 | 191  | 77   |
| 12 | Belgio (bandiera)      | C     | Ann Wauters      | 1980 | 193  | 83   |
| 20 | Stati Uniti (bandiera) | GA    | Shameka Christon | 1982 | 185  | 79   |
| 23 | Stati Uniti (bandiera) | A     | DeTrina White    | 1980 | 180  | 75   |
| 24 | Stati Uniti (bandiera) | C     | Tari Phillips    | 1970 | 185  | 91   |
| 25 | Stati Uniti (bandiera) | G     | Becky Hammon     | 1977 | 168  | 61   |
| 28 | Russia (bandiera)      | A     | Elena Baranova   | 1972 | 196  | 83   |
| 32 | Stati Uniti (bandiera) | G     | K.B. Sharp       | 1981 | 175  | 68   |
| 41 | Stati Uniti (bandiera) | AC    | Bethany Donaphin | 180  | 188  | 88   |
| 55 | Stati Uniti (bandiera) | A     | Vickie Johnson   | 1972 | 175  | 68   |

## Staff tecnico
- Allenatori: Richie Adubato (7-9) (fino al 2 luglio)[1], Pat Coyle (11-7)
- Vice-allenatori: Pat Coyle (fino al 2 luglio), Jeff House (fino al 2 luglio), Marianne Stanley